# CP série 1150
Le CP série 1150 est un locotracteur, c'est-à-dire un engin ferroviaire de faible puissance, construit par Sorefame. Le modèle a été retiré en 2011.